# Cameron Jerome
Cameron Zishan Rana-Jerome (født 14. august 1986 i Huddersfield, England) er en engelsk fodboldspiller, der spiller som angriber hos Derby County. Han har spillet for klubben siden 2018. Han har tidligere spillet for blandt andet Middlesbrough, Cardiff og Stoke.
Jerome spillede mellem 2005 og 2007 ti kampe for det engelske U-21 landshold.